# Manuel Ferreira Araújo Guimarães
Manuel Ferreira Araújo Guimarães (1777 — 1838) foi um matemático e jornalista brasileiro.  Escreveu vários tratados sobre matemática e fundou "O Patriota" primeira revista literária do Brasil, publicada no Rio de  Janeiro de 1813 a 1814 com ajuda de servidores do governo de D.João VI como o Marquês de Maricá.

## Obras
- O Espelho